# غوردون كامبل (سياسي كندي)
غوردون كامبل هو دبلوماسي وسياسي كندي، ولد في 12 يناير 1948 في فانكوفر في كندا. حزبياً، نشط في BC United ‏.

## مناصب
- انتخب سفير.
- انتخب عمدة فانكوفر (1987 – 1993).
- انتخب Leader of the Opposition (British Columbia) [الإنجليزية]‏ (1994 – 2001).
- انتخب Premier of British Columbia [الإنجليزية]‏ (5 يونيو 2001 – 14 مارس 2011).